# おでん缶

自動販売機で通常の飲料と一緒に販売されているおでん缶（香川県にて）

おでん缶（おでんかん）とは、おでんを内容物とした缶詰である。

## 具
おでん缶に入っているおでんの具には、以下のような物がある。
- つみれ（いわし等）
- 牛すじ
- こんにゃく
- ちくわ
- 鶏卵（ウズラの卵）
- 昆布
- 薩摩揚げ
- 大根
- にんじん

通常のおでんとの大きな差異はないが、豆腐のような崩れやすい物や、ウズラではない通常の鶏卵など缶に入れるのが難しい物は避けられる傾向にある。
なお、おてんちゃんなどの自動販売機非対応品を除いて、通常はそのまま食べられるように1品、大抵はこんにゃくに串が刺されている。串が入っていない物は、爪楊枝を添付して販売されている事もある。

## 販売ルート

### 店頭販売
スーパーマーケット、ホームセンターなどで販売されており、非常食コーナーなどで見掛けることもある。かつては全国チェーンのスーパーマーケットやコンビニエンスストアで販売されている事は少なく、主な販売ルートは、地元系列のスーパーマーケット・酒屋・食品を扱う雑貨店・自動販売機・通信販売などだった。また、著名になってからは秋葉原の一部家電量販店やバラエティグッズショップでも販売されている。

### 自動販売機
それほど数は多くないが、自動販売機で通常の飲料と一緒に売られていることがある。ただし、飲料メーカーが管理する自動販売機で売られることはまれで、多くの場合、管理している商店が自由にアイテムを選択できるものに入っている。

### 通信販売
「こてんぐ」製造元の天狗缶詰や「銚子風おでん」製造元のしだ缶詰の公式サイトを始め、ネット上にある多数の通信販売サイトで注文・購入ができる。

## 秋葉原での扱い

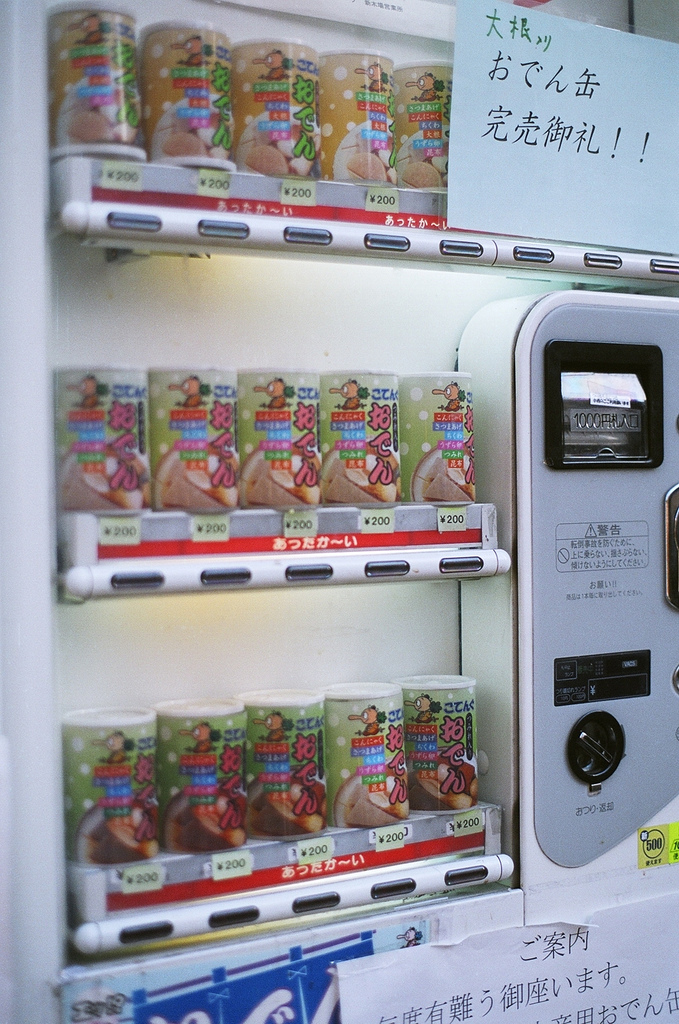
自動販売機の「こてんぐ　おでん」（天狗缶詰）
2006年2月、秋葉原駅付近

日本最大の電気街である秋葉原は「おでん缶の存在を全国に知らしめた地」と言われている。ただし、最初に秋葉原で販売されたおでん缶の製造元である天狗缶詰は名古屋の会社で、秋葉原と縁があるわけではない。現在では名古屋の電気街である大須アメ横内の自販機でも購入可能だが、見かけるようになったのは広く知られるようになって以降である。

### 販売開始当初
おでん缶を自動販売機で最初期に販売していた会社の一つとして、当時浦安市に本社を置いており、その後カゴメの100%子会社となった東京職域販売がある。東京職域販売社長と天狗缶詰社長が親戚という関係で1980年代に当時の社長が天狗缶詰に依頼し作らせ、横浜などの工場地帯を中心に販売していた。それから遅れること数年後、主に東芝製のコンピュータ部品を販売しているチチブデンキが、天狗缶詰の製品を1990年代初頭より販売を始めたのが、秋葉原におけるおでん缶の嚆矢とされている。同店は1980年代後半に店外の軒下に缶入り飲料の自動販売機を設置したが、毎年季節が冬に近づくにつれて自動販売機の売り上げが落ちるのに対応するため、おでん缶をラインナップに加えた。
これが一部のゲーム雑誌などで「ここでしか売られていない」「隠れた秋葉原の名物」として散発的に取り上げられ、マニア層を中心に徐々に知名度を高め、定着していった。その理由としてはいくつかの説があり、
- 秋葉原の通りを歩きながら食べられる手軽さが、様々な店を巡り時間を惜しむ急ぎの客のニーズに合った。
- 簡単に手が届く価格設定が、安さが重視された秋葉原の街にマッチした。
- 缶詰の中におでんという物珍しさ、それがジュースに並んで当たり前のように自販機に入っている唐突さ。そういったことを受け入れやすい秋葉原という街の特質。
- 90年代当時の秋葉原の貧弱な食環境から、食事のとれる他の街へ移動する前の小腹を満たす手段として重宝した。

等が言われるが、はっきりとした事は分かっていない。

### 全国に知られる
チチブデンキでの販売が90年代末頃から、テレビの報道番組やバラエティ番組で「秋葉原の知られざる名物」として取り上げられることが多くなった。たまたま近くに購入できる場が無かったためにその存在を知らなかった地方からの観光客が手軽な秋葉原土産として購入するケースが増えてきており、自販機前で記念写真撮影をする観光客も多い。現在では月に1,000万円を売り上げる人気商品となり、同店では自販機とは別に、お土産用に温めていないものや、贈答用・発送用にするため段ボールにまとめて梱包したものも店頭販売している。
2005年のつくばエクスプレス開通とヨドバシAkiba開店の際は、一時期に複数の番組で取り上げられたこともあり、天狗缶詰製品が極端な品薄状態になった。その影響もあってか、天狗缶詰以外の様々なメーカーによるおでん缶が秋葉原で扱われるようになった。取り扱い店も増えてきている。2007 - 2008年ごろには食品缶詰がちょっとしたブームとなり、やきとり缶やらーめん缶、雑炊缶、パンの缶詰、筑前煮缶、肉じゃが缶など様々な食品の缶詰が秋葉原の商店で扱われた。

## 主な商品
特記なき限り、価格は2006年10月時点のもの。

### 市販品
こてんぐシリーズ（天狗缶詰株式会社）
- こてんぐ つみれ大根入りおでん - 300円
- こてんぐ 牛すじ大根入りおでん - 300円

価格は2020年現在のもの。天狗缶詰製のおでん缶としては5代目に当たる。
1985年の発売当初は195gの缶入りで、開けるには缶切りが必要だった。1993年発売の2代目から290g入りのイージーオープン缶となり、バリエーションは「うす味おでん」（200円）一種類のみだった。2005年発売の3代目でつみれ入り（200円）・大根入り（200円）・牛すじ入り（250円）の3種、2006年9月発売の4代目ではつみれ大根入り（270円）・がんも大根入り（270円）・牛すじ大根入り（270円）の3種、2010年9月発売の5代目で上記2種類になった。価格とともに具材を詰める密度も上がっており、値段相応に具材が増量されている。
銚子風おでん（しだ缶詰株式会社） - 300円
2007年から、卵がウズラから通常の鶏卵になった。
静岡おでん（株式会社カネセイ食品） - 300円
黒いはんぺんと黒い汁が特徴。「静岡」は「しずおか」ではなく「しぞーか」と読ませる。
静岡おでん（駒越食品株式会社） - 250円
カネセイ食品のものとは異なり、こちらは汁なし。汁がないことによる総重量の軽さと、缶の形状から、自動販売機では扱われない。串は入っていない。

### 限定品・等
特定の店舗網でしか売られていないものも下記に含む。
コムちゃんおでん（げっちゅ屋）
2001年から販売。イメージキャラクターの「コムちゃん」をパッケージに使用。中身は天狗缶詰製・つみれ入りおでんから、2個入りのこんにゃくとさつまあげを1個に減らし、代わりにちくわ（コムちゃんの大好物という設定である）を2本入りにしている。2007年現在では販売されていない。
おてんちゃん（ラオックス） - 250円
缶詰に美少女キャラクターが描かれている。何回か代替わりしており、2006年末までは駒越食品の静岡おでんのパッケージ替え商品だった。現在は製造業者が変わり静岡おでんではなくなった。自動販売機非対応型の缶詰で、串刺しの具材がない。販売終了。
アル味風 デモンベインおでん缶（ラオックス）
ラオックスにて、コンピュータゲーム「機神飛翔デモンベイン」のタイアップとして数量限定で売られた。販売終了。
夏おでん（JR東日本リテールネット） - 300円
2006年 - 2008年の夏季にキヨスクやNEWDAYSなどで販売。釣りバカ日誌のイラストがパッケージに使用されている。常温でも美味しく食べられることを売りにしており、しだ缶詰製の銚子風おでんをベースに、一部の具材を油分の少ないものに差し替えている。2007年までは1種類のみだったが、2008年はカレー風味が加わった。
萌える趣都アキハバラ ハローキティ おでん缶物語（はっぴぃえんど） - 400円
JTBパブリッシング・「もえるるぶ」とのコラボレーション商品。秋葉原を中心に販売されている。発売元はご当地キティで知られる会社である。
はろうきてぃの おでん缶物語弐（はっぴぃえんど） - 400円
ハローキティおでん缶第二弾。はろうきてぃのら～めん缶とともに売られている。
キャプテン翼おでん缶（mode株式会社） - 350円
天狗缶詰とキャプテン翼のコラボレーション。パッケージデザインは大空翼バージョンと日向小次郎バージョンの2種。